# Луїс Телемаху
Луїс Телемаху (грец. Λούης Τηλεμάχου) — кіпрський дипломат. Надзвичайний і Повноважний Посол Республіки Кіпр в Україні (2017-2022).

## Життєпис
У 1992 році отримав бакалавра економіки (спеціальний суб'єкт міжнародних відносин) в Лондонській школі економіки (LSE). У 1993 році MA-європейських досліджень в Університет Редінга. Володіє англійською, французькою та німецькою мовами.
У 1994—1995 — відповідальний співробітник парламентської делегації Кіпру в Парламентській асамблеї Ради Європи (ПАРЄ), Відділ міжнародних зв'язків, Парламент Республіки Кіпр.
У 1996—1998 — аташе Департаменту у справах ЄС Міністерства закордонних справ Кіпру, Нікосія
У 1998—2001 — перший секретар/Консул, висока комісія Кіпру в Нью-Делі.
Січень 2001 — жовтень 2005 — другий радник — заступник представника в ККП; Перший секретар Постійного представництва Кіпру в ЄС.
Жовтень 2005 — січень 2007 — заступник директора Департаменту ЄПБО — Європейський кореспондент Міністерства закордонних справ Кіпру, Нікосія.
Січень 2007 — червень 2007 — Співробітник із зв'язків з Німеччиною, що головує в ЄС Посольства Кіпру в Берліні.
Серпня 2007—2009 — заступник Постійного представника Кіпру в ООН.
Вересень 2009 — вересень 2013 — Посол Постійного представництва Кіпру в ЄС. Представник Республіки Кіпр з питань політики безпеки в комітеті ЄС.
Вересень 2013 — грудень 2016 — Заступник директора департаменту ЄС і начальник Відділу глобальних проблем Міністерства закордонних справ Кіпру, Нікосія.
З січня 2017 — Надзвичайний і Повноважний Посол Республіки Кіпр в Києві.
24 січня 2017 року — вручив копії Вірчих грамот Заступнику Міністра закордонних справ України з питань європейської інтеграції Олені Зеркаль.
2 березня 2017 року — вручив вірчі грамоти Його Високоповажності Президенту України пану Петру Порошенку.
23 серпня 2021 представляв Кіпр на Кримській платформі.